# Lenka Franulic
Lenka Franulic Zlatar (Antofagasta, 22 de julio de 1908 - Santiago, 25 de mayo de 1961) fue una periodista chilena, considerada la primera mujer de su país en desempeñar la profesión. Fue galardonada con el Premio Nacional de Periodismo mención crónica en 1957.

## Biografía
Descendiente de inmigrantes croatas tanto por parte paterna como materna, fue hija de Mateo Franulic Jerkovic y de Zorka Zlatar Janovic. Fue la mayor de dos hermanas, la menor de ellas, Dobrila, fue una destacada violonchelista. Su padre falleció de una enfermedad de riñón cuando ella tenía 9 años de edad y su hermana  3. 
Durante su paso por el Liceo de Hombres de Antofagasta, donde ingresó para cursar el sexto año de Humanidades, Franulic publicó Entre pollas i gallos, revista donde escribía narraciones, chistes y consejos.
Se trasladó a Santiago para estudiar inglés en el Instituto Pedagógico de la Universidad de Chile; luego, obtuvo un trabajo como traductora en la Revista Hoy, donde escribio sus primeros artículos, de carácter cultural. En la revista Ercilla, se inició como entrevistadora, y luego hizo apariciones en la radio. En 1945 fue directora de la Radio Nuevo Mundo y, más tarde, reportera de las emisoras "Nacional", "Cooperativa", "Agricultura" y "Minería".
Entrevistó a variados personajes de su época, como a Jean Paul Sartre, al mariscal Tito, Juan Domingo Perón, Eleanor Roosevelt, Nicolás Guillén, Fidel Castro, Anastasio Somoza, Gabriela Mistral, Emil Ludwig, André Malraux, y Simone de Beauvoir.
La característica más importante de su labor como periodista radicó en que sus artículos estaban orientados a captar las opiniones de estos personajes, planteando a su vez las respectivas críticas a aquellos, con el fin de analizar el transcurso social y político del momento, más allá de tan sólo resaltar la trayectoria, aportes y méritos de los que entrevistaba. 
Creó el Círculo de periodistas de Santiago y, en 1953, participó en la fundación de la Escuela de Periodismo de la Universidad de Chile. Obtuvo el Premio Nacional de Periodismo (mención en Crónica) en 1957. A su vez, fue galardonada como la Mejor periodista del año por la Sociedad Profesional de Mujeres Periodistas de los Estados Unidos, la única chilena que ha recibido este honor.
Aquejada de un cáncer al pulmón, murió en la madrugada del jueves 25 de mayo de 1961, a los 52 años de edad.
A su funeral asistieron numerosas personalidades y amigos, como el entonces presidente de Chile, Jorge Alessandri Rodríguez. En el mausoleo yugoslavo del Cementerio General de Santiago se encuentra su sepultura. Bajo una enorme cabeza de piedra esculpida por la artista Lily Garafulic, hay una lápida que contiene una frase del discurso que Pablo Neruda escribió para su gran amiga: "Eras presencia de mujeres y lección para un millón de hombres."

## Legado
Desde 1963 la Asociación Nacional de Mujeres Periodistas de Chile ha entregado el Premio Lenka Franulic, un reconocimiento a la trayectoria en la profesión. En la actualidad, un sobrino nieto de Lenka, Francisco Franulic, trabaja también como periodista en el informativo central de Canal 13, Teletrece, realizando notas relacionadas principalmente al ámbito de la economía.[cita requerida]
Numerosas calles en Chile, llevan su nombre. En la comunidad de San Bernardo en Santiago de Chile, se ubica la plaza "Lenka Franulic" Oriente. Existe también un colegio que lleva su nombre en la comunidad de Ñuñoa. 
El 22 de julio de 2023, el 115° cumpleaños de Franulic se celebró a través de un Google Doodle.

## Obras

### Publicaciones
- En el año 1939 es editado su primer libro "Cien autores contemporáneos", con las semblanzas de escritores destacados de la época.

- Y en el año 1943, se publicó la "Antología del Cuento Norteamericano".

- Escribió un breve cuento "Dos centavos de violetas". El único que se le conoce.

### Traducciones
A su vez, trabajo intensamente en traducciones de textos, como "Kitty Foyle" de Christopher Morley, "Internado para Señoritas" de Christa Winsloe, "Harvey" de Mary Chase, "Las Olas" y "Entreacto" de Virginia Woolf,  "José el Proveedor" de Thomas Mann y varias obras de teatro, como "Se ha puesto la Luna" de John Steinbeck, "La Tía de Carlos" de Brandom Thomas y "Los Amantes Terribles" y "Espíritu Travieso" de Noel Coward.